# Hauptwache (Frankfurt am Main)

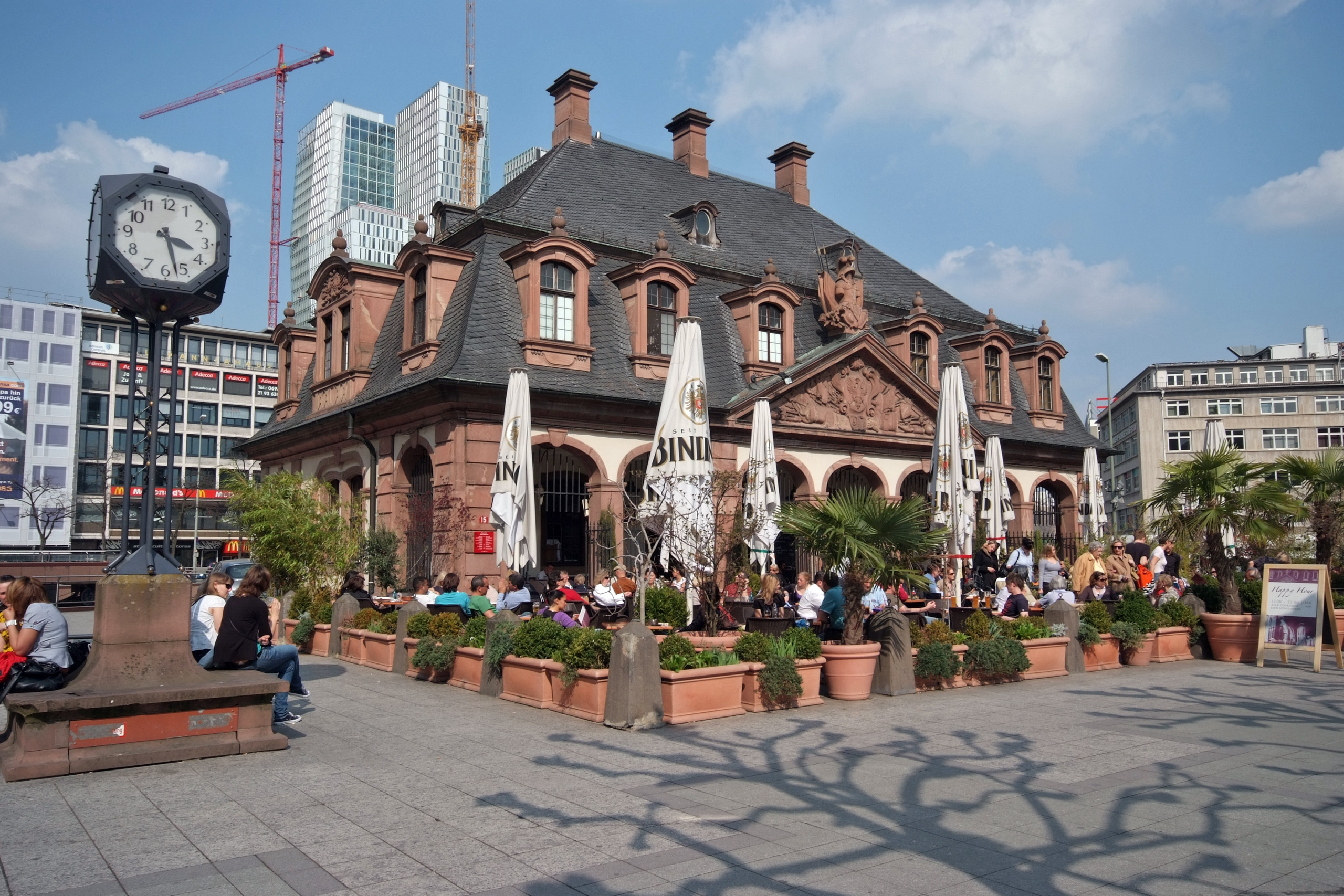
Die Hauptwache

Die Hauptwache ist ein barockes Gebäude in der Frankfurter Innenstadt. Es ist namensgebend für den Platz An der Hauptwache und den unterirdischen U- und S-Bahnhof Hauptwache. Das ehemalige Wachengebäude wurde 1729–30 vom Stadtbaumeister Johann Jakob Samhaimer erbaut. Im Zweiten Weltkrieg zerstört, wurde es zunächst bis 1954 vereinfacht aufgebaut; erst 1968, nachdem es zuvor zum Bau des unterirdischen Bahnhofs abgebaut worden war, wurde es originalgetreu neu aufgebaut und wiedereröffnet.

## Geschichte

### Nutzung als Wachgebäude

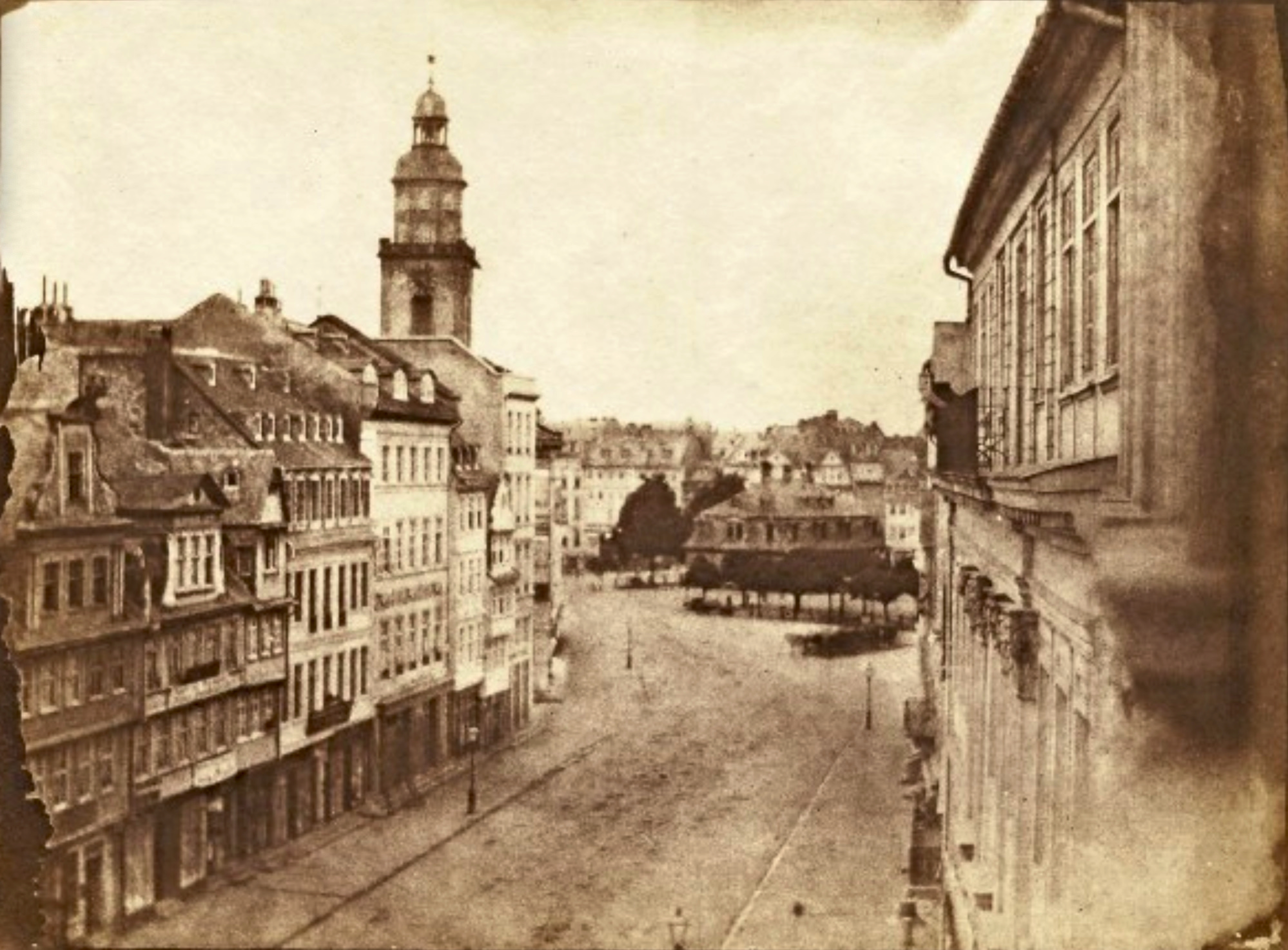
Blick von der Zeil auf die Hauptwache
(William Henry Fox Talbot, 1846)

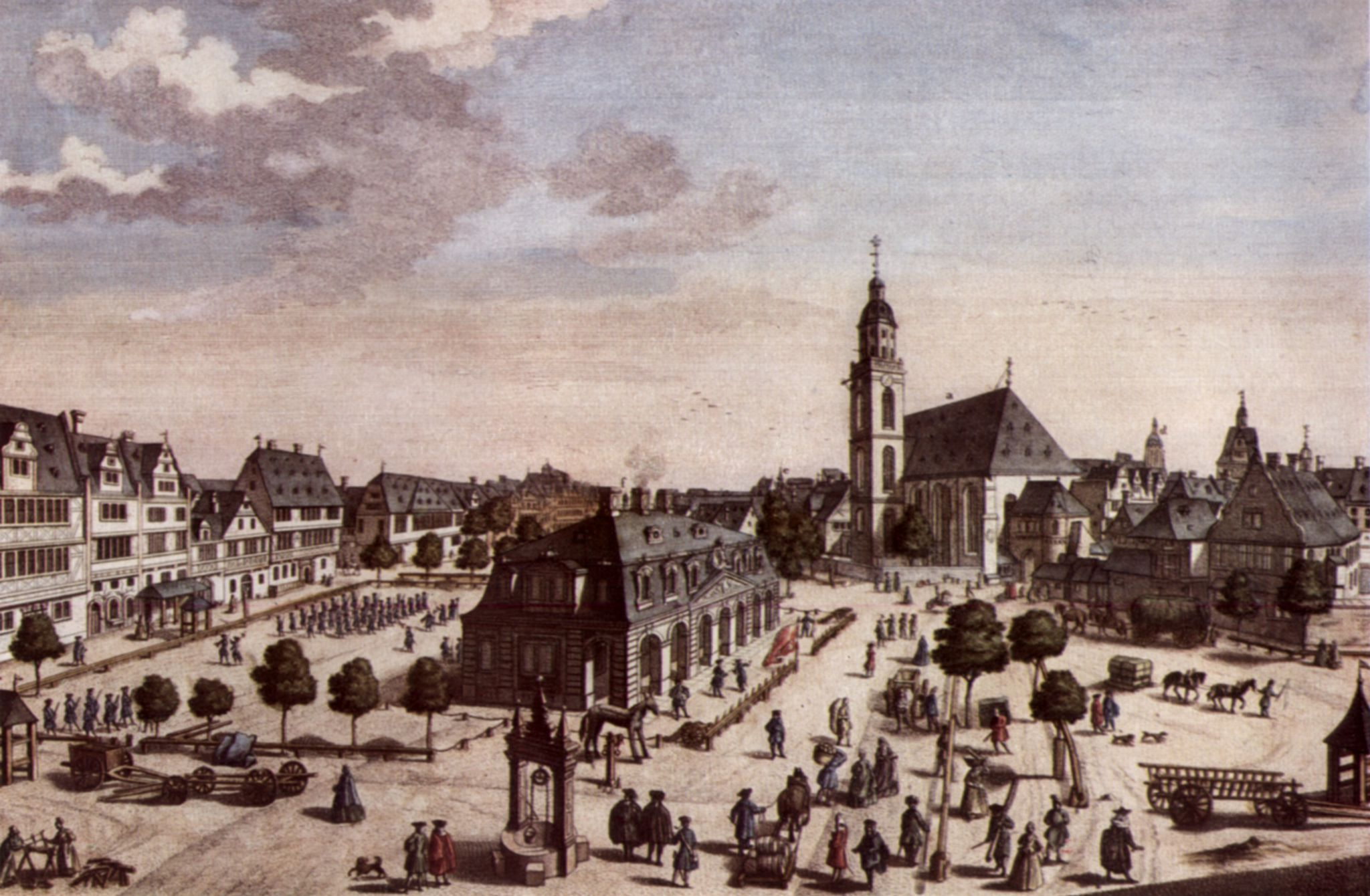
Die Hauptwache 1738

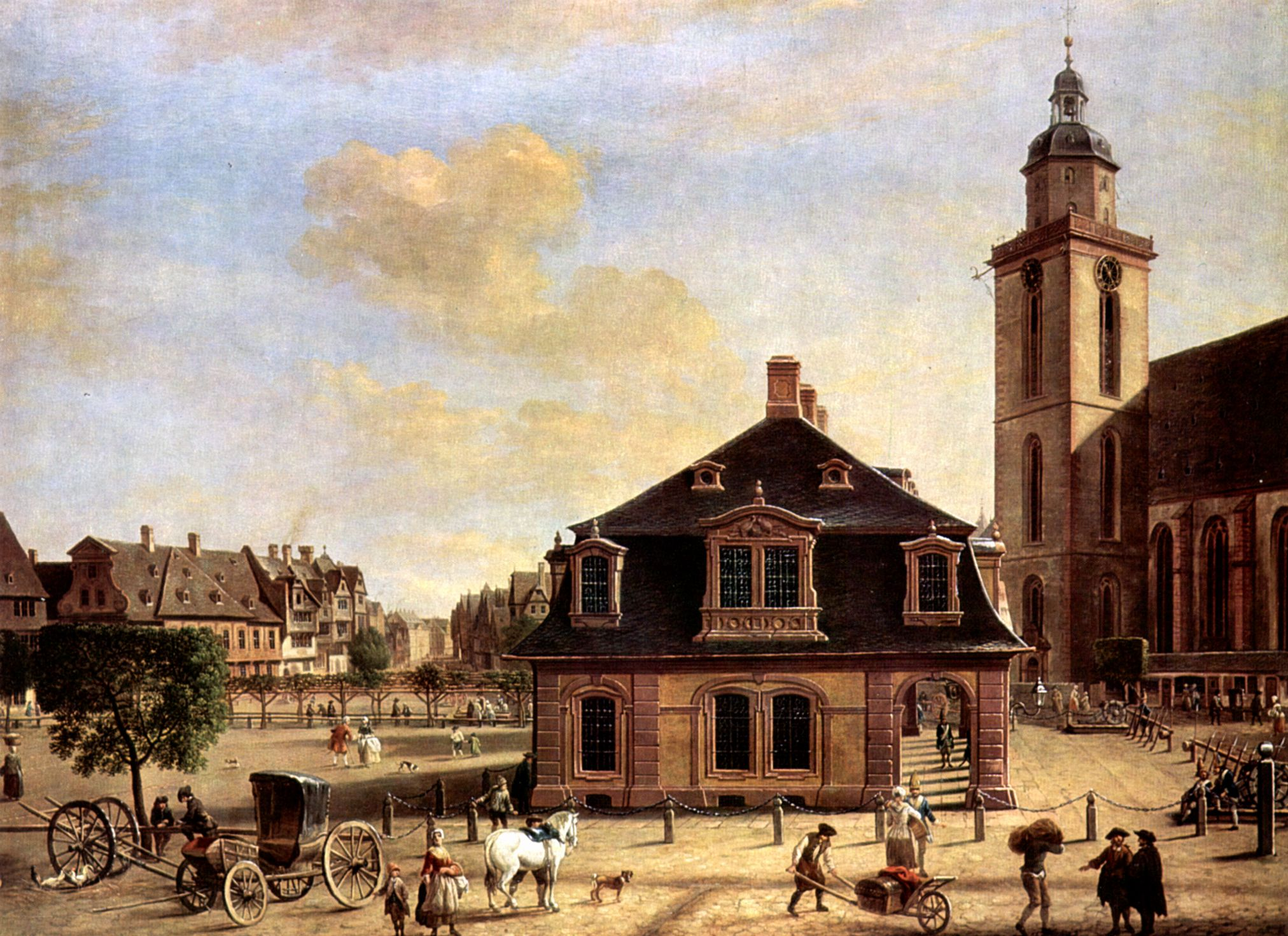
Die Hauptwache um 1760

Ein erstes kleines Wachlokal, das sich seit 1671 an dieser Stelle befunden hatte, wurde 1728 wegen Baufälligkeit abgetragen. Der Rat plante ursprünglich ein zweigeschossiges Wachgebäude zu errichten. Nach Protesten der Nachbarschaft, die um den Prospekt ihrer Häuser fürchtete, entstand ein rechteckiger, eingeschossiger Bau aus dem für Frankfurt charakteristischen Mainsandstein mit einem Mansardgeschoss und einem großen Walmdach. Die Südseite bildet mit einer repräsentativen Giebelfront die Schaufassade des Gebäudes. Das Tympanon mit der darauf gestellten Trophäe, die Friese an den Fenstern der Seitenfassaden sowie die Bomben über den Mansarden stammen von dem Frankfurter Bildhauer Bernhard Schwarzenburger.
Die Hauptwache war der Sitz der Stadtwehr und enthielt auch ein Gefängnis. Im Erdgeschoss befanden sich die offene Bogenhalle, dahinter drei Wachstuben für die Offiziere, Unteroffiziere und Gemeinen. Die Stuben und Kammern des Mansardengeschosses dienten als Verhörlokal sowie als Gefängnis für honette Personen. Prominentester Häftling war der Frankfurter Jurist und Ratsherr Johann Erasmus von Senckenberg, der vom 28. Februar 1769 bis zu seinem Tode am 21. Juni 1795 im südwestlichen Eckzimmer des ersten Stockwerks inhaftiert war. Gewöhnliche Arrestanten wurden in die Verliese im Untergeschoss gesperrt. Sie hießen auch Schanzerloch, weil die Gefangenen zu Ausbesserungsarbeiten an der Frankfurter Stadtbefestigung herangezogen wurden. Nach seiner Verhaftung am 31. Mai 1802 saß hier auch einige Tage der Schinderhannes Johannes Bückler und wurde von kaiserlichen Beamten verhört, bevor er am 16. Juni nach Mainz überführt und an die französischen Behörden ausgeliefert wurde.
Auf dem Platz neben der Hauptwache befanden sich im 18. Jahrhundert mehrere Richtstätten: Der 1709 errichtete, 1734 erneuerte und 1758 beseitigte Soldatengalgen und verschiedene Einrichtungen zur Abstrafung des liederlichen Gesindels: ein hölzerner Schandesel, ein Pranger sowie bis 1779 auch das Trillerhäuschen, ein hölzerner Käfig, den jedermann drehen durfte, bis dem darin eingesperrten Delinquenten übel wurde. Am Übergang zwischen Hauptwache und Zeil stand von 1731 bis etwa 1860 ein Röhrenbrunnen. Neben diesem Brunnen ließ der Rat der Stadt das Schafott errichten, auf dem am 14. Januar 1772 die Dienstmagd Susanna Margaretha Brandt hingerichtet wurde.
Die in der Hauptwache stationierten Soldaten gehörten zum Linienbataillon, der regulären Armee der Freien Stadt Frankfurt. Am 3. April 1833 wurde beim Frankfurter Wachensturm auch die Hauptwache gestürmt. 1861 im Zuge der Umgestaltung des Platzes entstanden Pläne, die Hauptwache abzureißen oder zivil zu nutzen, doch verwarf der Frankfurter Senat diese Pläne bald wieder. Als Preußen 1866 die Stadt annektierte, verlor Frankfurt mit seiner Souveränität auch seine militärische Bedeutung und damit die Stadtwehr. 1869 fiel das Gebäude aufgrund des Frankfurter Rezesses an den preußischen Militärfiskus.
Als Folge des Ruhraufstands wurde Frankfurt am 6. April 1920 von französischen Truppen besetzt. In der Folge dieser Besetzung, dem sogenannten Maineinbruch, kam es am 7. April zu einem folgenschweren Zwischenfall.

„Am 7. April 1920 gegen 3 Uhr kam es bei der Wachablösung an der Hauptwache aus der Menge heraus zu Beschimpfungen der Soldaten der französischen Besatzungsmacht. Daraufhin feuerten die überwiegend marokkanischen Soldaten, die sich bedroht fühlten, ohne Vorwarnung. Sechs Personen starben, 30 wurden verletzt, von diesen starben später weitere drei. Das war der dramatischste Moment der französischen Besetzung Frankfurts im Jahre 1920, die vom 6. April bis zum 17. Mai 1920 dauerte, wenn man die Frankfurter Kernstadt betrachtet.“

Wie real die Bedrohung der französischen Kolonialsoldaten in der Stadt war, ist nicht dokumentiert, aber Zade macht deutlich, dass im Vorfeld dieses Zwischenfalls bereits Gerüchte kursierten, in denen falsche Behauptungen erhoben wurden, zum Beispiel die, dass Soldaten aus dem Senegal im Goethe-Haus einquartiert worden seien. In rassistischer Überheblichkeit verwies Hans Drüner zudem noch mehr als 10 Jahre später auf die „Mißstimmung“, die in der Stadt wegen des französischen Einmarsches bereits geherrscht und sich noch gesteigert habe „durch den Anblick der zahlreichen braunen und schwarzen Truppen, deren Verwendung in der hochkultivierten Stadt als besonders widerwärtig und demütigend empfunden wurde“. Diese Gerüchte und Stimmungen verdichteten die Geschehnisse an der Hauptwache zu einer „Hinmordung wehrloser Frauen und Kinder durch schwarze Truppen“ und gipfelten in einer ausgedehnten Medienkampagne gegen den Einsatz nichtweißer Besatzungstruppen im Rheinland. Ganz im Sinne dieser Ideologie schrieb Heinz Gorrenz, Chefredakteur der Frankfurter Nachrichten, noch 1930, nur wenige Tage nach dem Abzug der Besatzungstruppen aus dem Rheinland, von „der Kulturschande einer Sklavenzeit […], in der das Mutterland der deutschen Kultur zu einer Negerkolonie degradiert werden sollte“.

### Heutige Nutzung als Café

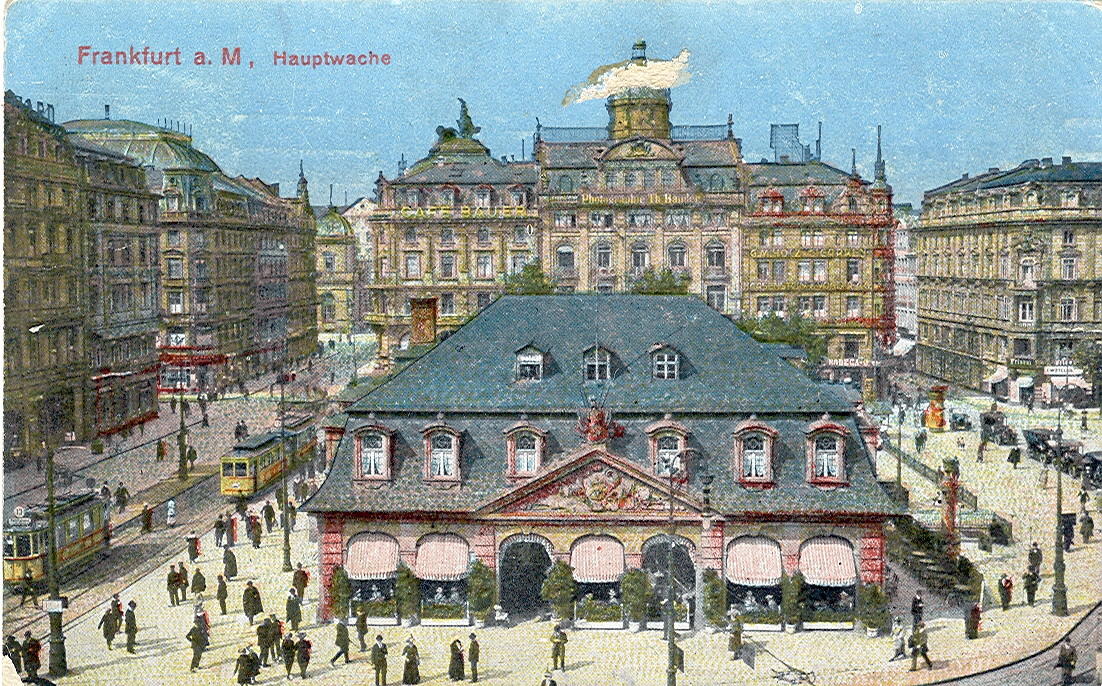
Die Hauptwache im Jahre 1918

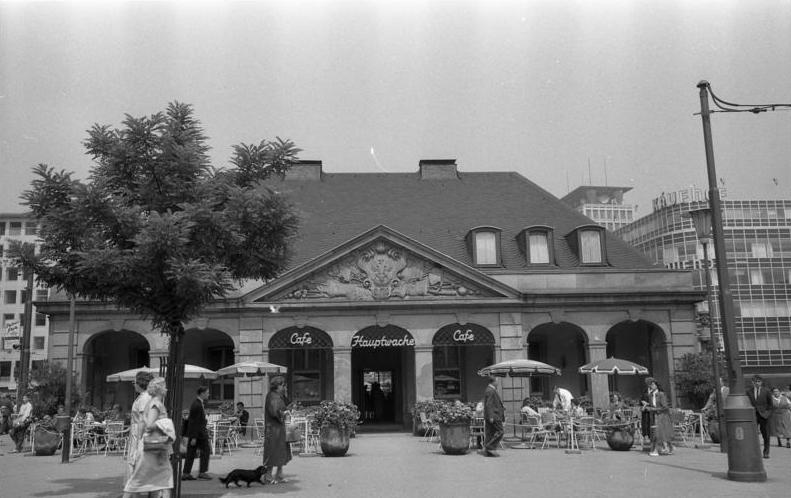
Die vereinfacht wieder aufgebaute Hauptwache 1958

Das Gefängnis wurde aufgegeben, die Hauptwache aber weiterhin als militärisches Wachlokal genutzt. 1903 verlegte die preußische Armee die Wache ans Taunustor und die Stadt kaufte das Gebäude zurück. Auch diesmal kamen Forderungen auf, die Hauptwache abzureißen, doch entschied sich die Stadt zur Verpachtung. Nach einer Sanierung und einem großzügigen Umbau des Gebäudes, bei dem die Räume des Erdgeschosses zusammengelegt wurden und nach Norden ein Anbau mit einer Terrasse entstand, eröffnete die Hauptwache im Dezember 1905 als Café, das sie bis heute geblieben ist. Das Caféhaus und vor allem die benachbarte Normaluhr wurden zum bekanntesten Treffpunkt für Verabredungen in der Innenstadt. 1920 wurde die Hauptwache nochmals zum Schauplatz militärischer Ereignisse, als französische Truppen in Frankfurt einmarschierten und das Gebäude sechs Wochen lang besetzten. Bei einer Demonstration am 7. April 1920 schossen die Soldaten in die Menge, wobei sieben Personen getötet und 26 verletzt wurden.
In den 1930er Jahren beschäftigte das Café 50 Angestellte, davon 17 Kellner und sechs Konditoren. Es öffnete morgens um sieben Uhr und schloss nachts um zwei Uhr. Zu den Stammgästen gehörten der Schauspieler Carl Luley, der Bildhauer Georg Mahr, die Journalisten Benno Reifenberg und Richard Kirn und der Schriftsteller Ernst Nebhut.
1944 brannte die Hauptwache nach den schweren Luftangriffen auf Frankfurt am Main völlig aus, bis sie 1954 in saniertem Zustand wiedereröffnet wurde. Dieses Provisorium mit verändertem Dach blieb bis zum Bau der U-Bahn. 1967 wurde es zunächst komplett abgebaut, um es dann ein Jahr später – an geringfügig veränderter Position – über dem U-Bahnhof wieder aufbauen zu können.
Seit April 2022 befindet sich unter dem Gebäude der Hauptwache das Museum of Modern Electronic Music (MOMEM).

## Hauptwachebrunnen
Der Hauptwachebrunnen befindet sich hinter der Hauptwache und entstand um das Jahr 1800. Er wurde als Ersatz für einen alten barocken Ziehbrunnen aufgestellt. Dieser hieß zunächst Goldener Brunnen, wurde aber wegen seines desolaten Zustands entfernt. Beim Bau der U-Bahn musste der Brunnen seinen alten Platz verlassen und wurde am 4. Oktober 1969 an seinem heutigen Standort platziert. Seit 1985 steht mit dem Struwwelpeterbrunnen ein weiterer Brunnen neben der Hauptwache.

## Galerie

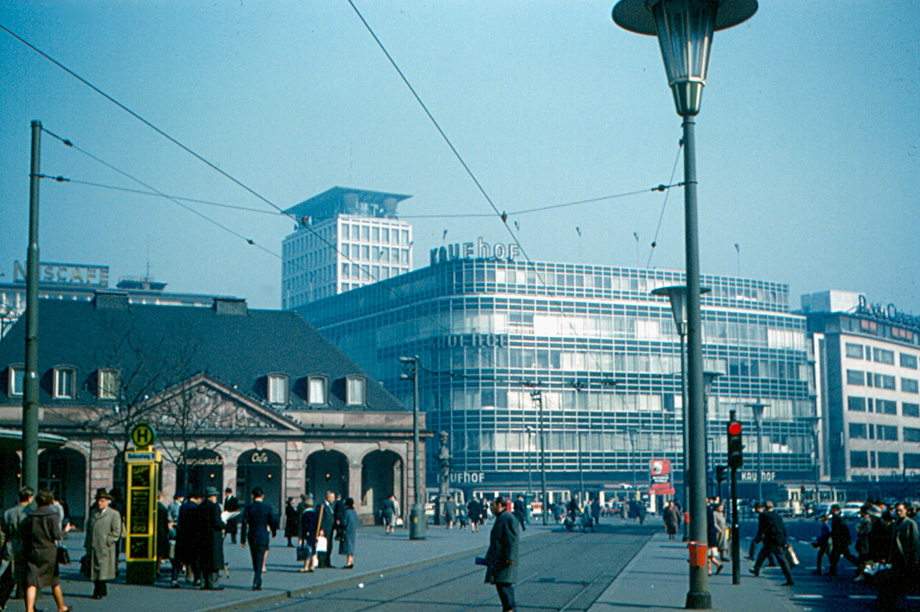
Farbfoto von 1961
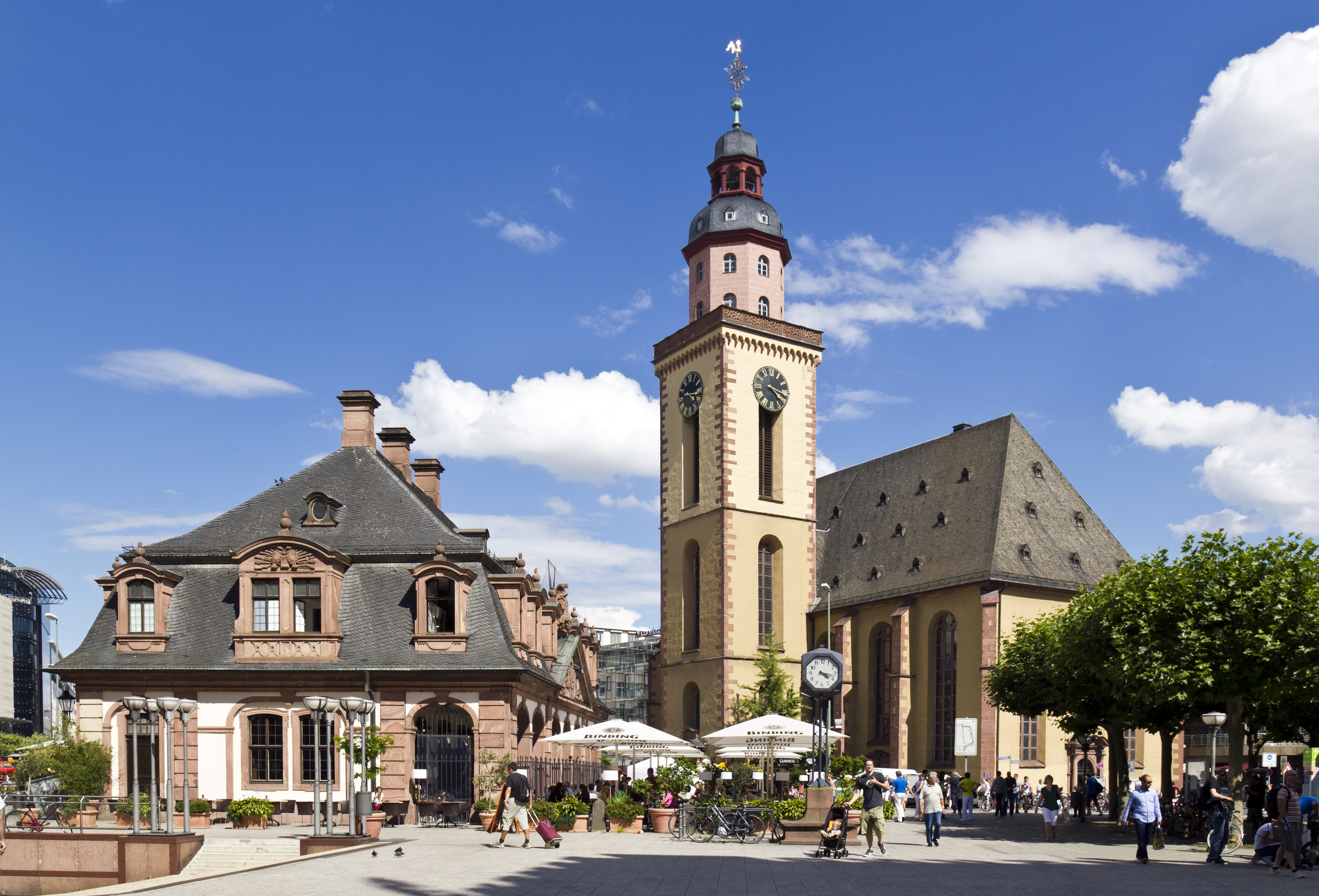
Hauptwache mit Katharinenkirche
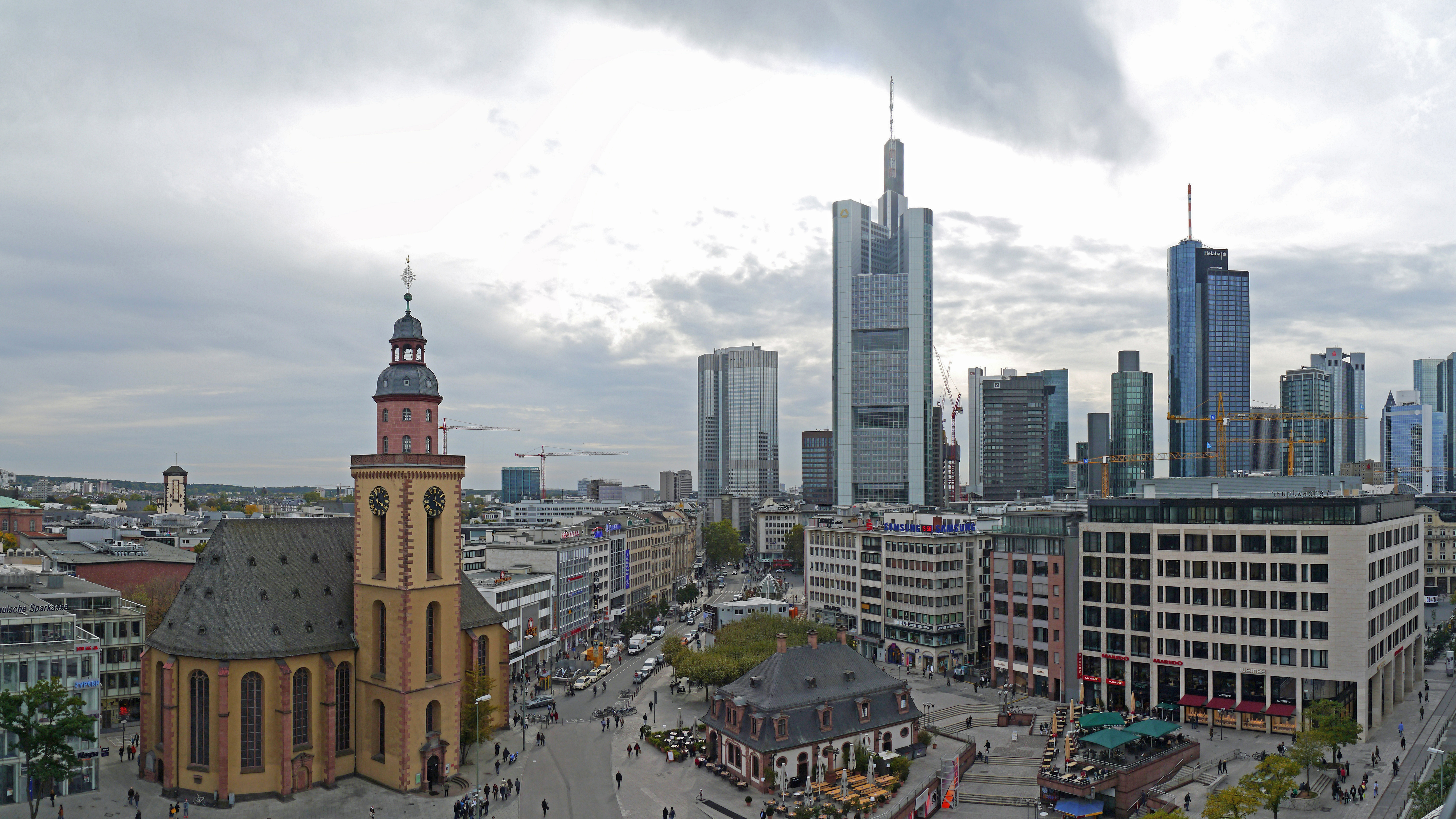
Hauptwache im Stadtbild
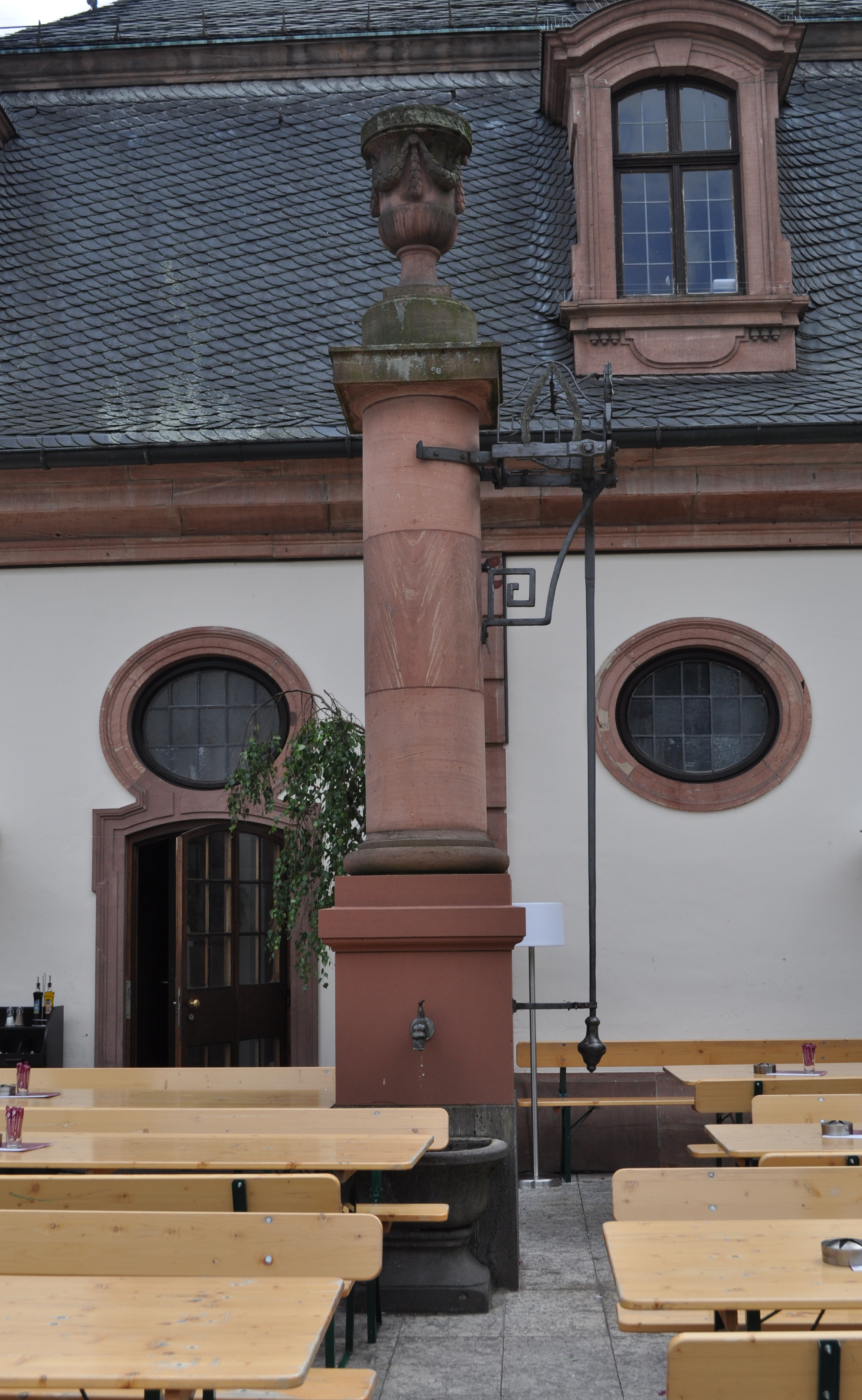
Der Hauptwachebrunnen
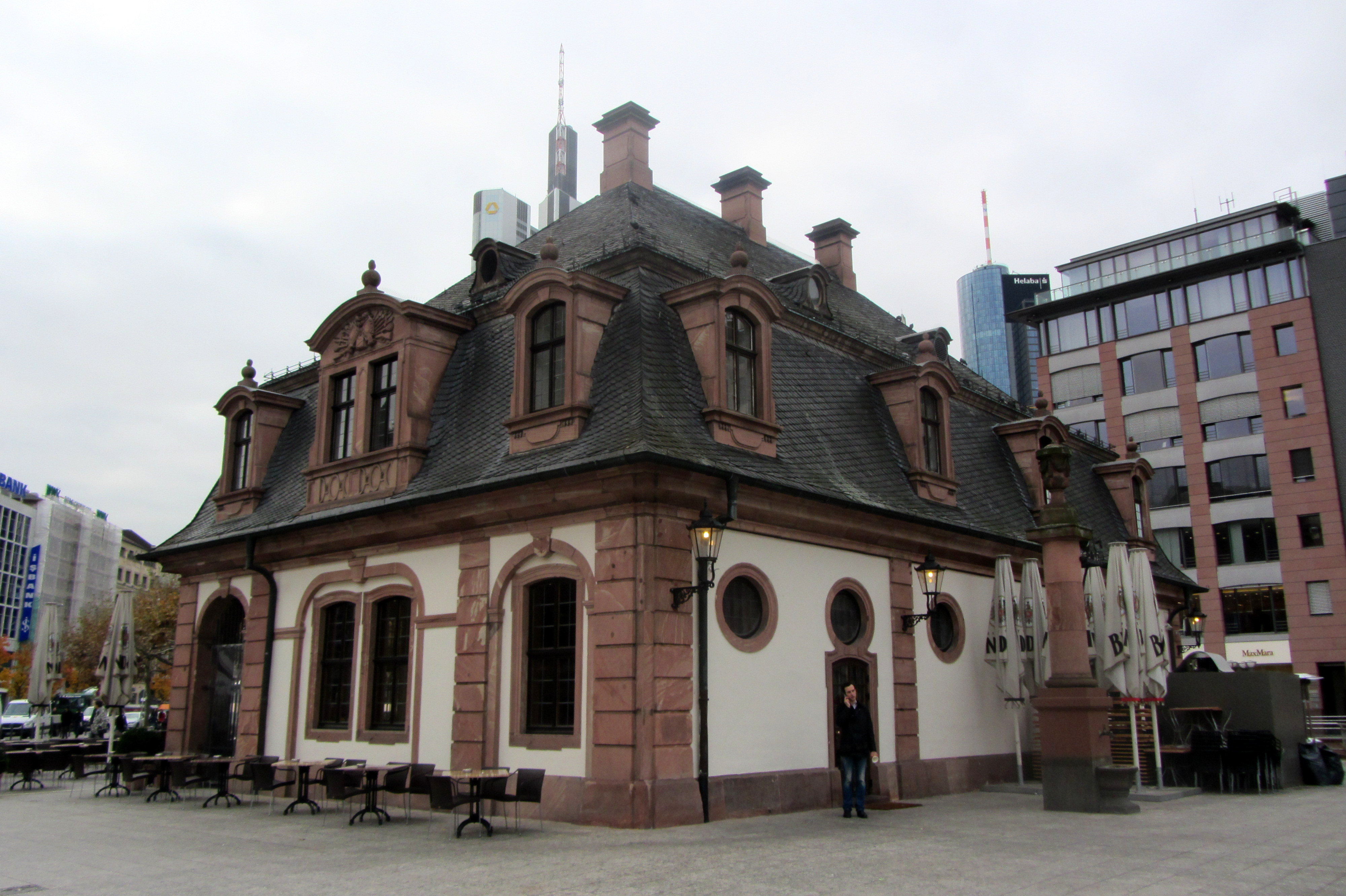
Rückansicht mit Brunnen
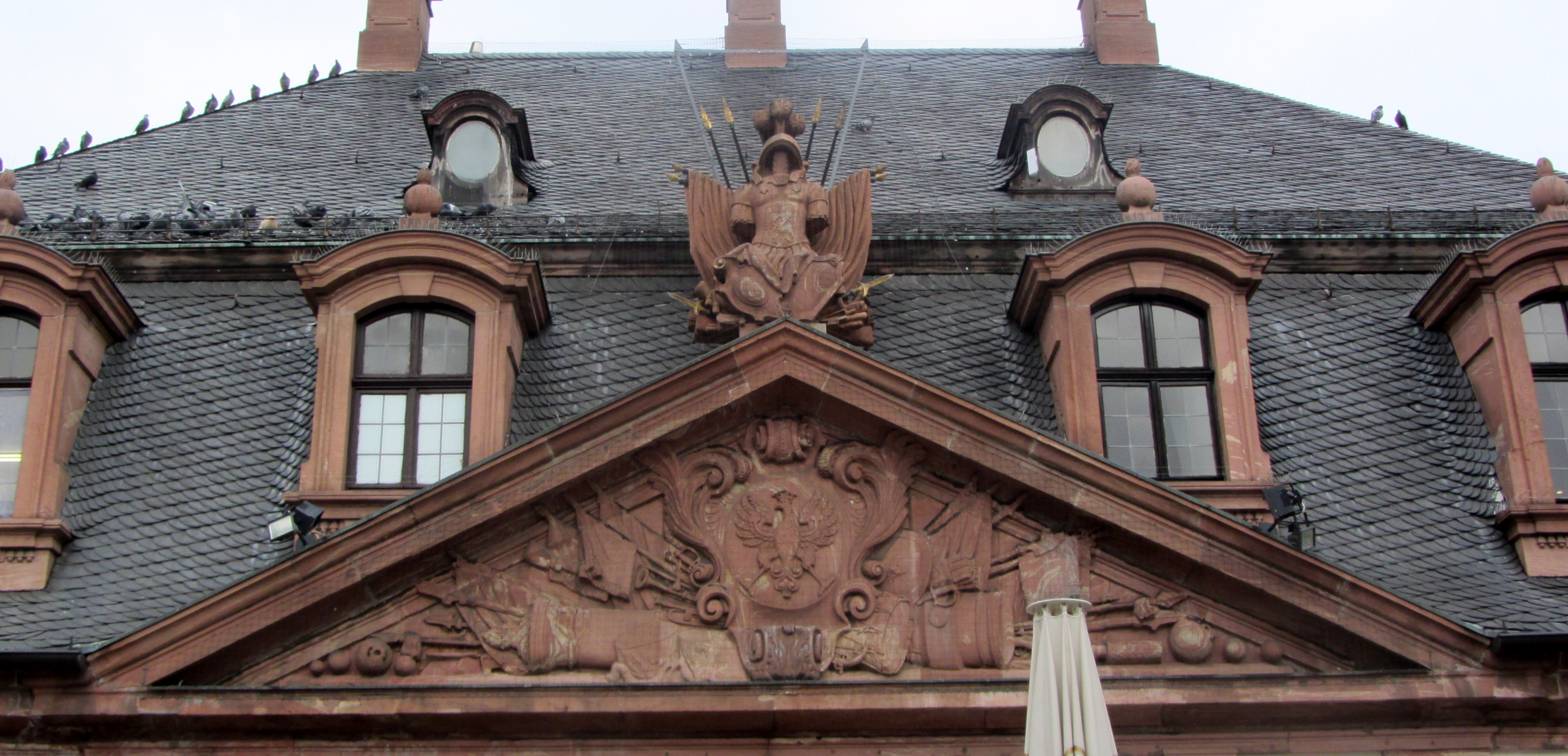
Detailansicht